# FC Twente in het seizoen 2022/23 (vrouwen)
Het seizoen 2022/23 is het 16e jaar in het bestaan van de Enschedese vrouwenvoetbalclub FC Twente. De club komt uit in de Eredivisie en neemt ook deel aan het toernooi om de KNVB beker. Door het behalen van het landskampioenschap in het vorige voetbalseizoen is het team gekwalificeerd voor de Champions League.

## Selectie en technische staf

### Selectie
| Nr.             | Nat.               | Naam                 | Competitie  | Competitie  | Beker       | Beker       | Supercup    | Supercup    | Eredivisie Cup | Eredivisie Cup | Champions League kwalificatie | Champions League kwalificatie | Totaal      | Totaal      | Seizoen bij FC Twente | Vorige club                |
| Nr.             | Nat.               | Naam                 | W           | Goal        | W           | Goal        | W           | Goal        | W              | Goal           | W                             | Goal                          | W           | Goal        | Seizoen bij FC Twente | Vorige club                |
| Doelvrouwen     | Doelvrouwen        | Doelvrouwen          | Doelvrouwen | Doelvrouwen | Doelvrouwen | Doelvrouwen | Doelvrouwen | Doelvrouwen | Doelvrouwen    | Doelvrouwen    | Doelvrouwen                   | Doelvrouwen                   | Doelvrouwen | Doelvrouwen | Doelvrouwen           | Doelvrouwen                |
| --------------- | ------------------ | -------------------- | ----------- | ----------- | ----------- | ----------- | ----------- | ----------- | -------------- | -------------- | ----------------------------- | ----------------------------- | ----------- | ----------- | --------------------- | -------------------------- |
| 1               | Vlag van Nederland | Daphne van Domselaar | 20          | 0           | 4           | 0           | 1           | 0           | 2              | 0              | 2                             | 0                             | 29          | 0           | 6e                    | VV Alkmaar                 |
| 16              | Vlag van Nederland | Lois Niënhuis        | 0           | 0           | 0           | 0           | 0           | 0           | 1              | 0              | 0                             | 0                             | 1           | 0           | 6e                    | Jeugd                      |
| 22              | Vlag van Nederland | Inge Tijink          | 0           | 0           | 0           | 0           | 0           | 0           | 1              | 0              | 0                             | 0                             | 1           | 0           | 2e                    | Jeugd                      |
| Verdedigsters   |                    |                      |             |             |             |             |             |             |                |                |                               |                               |             |             |                       |                            |
| 2               | Vlag van Nederland | Maud Roetgering      | 10          | 0           | 1           | 0           | 0           | 0           | 1              | 0              | 1                             | 0                             | 13          | 0           | 14e                   | Clubloos                   |
| 3               | Vlag van Nederland | Danique Kerkdijk     | 12          | 1           | 2           | 0           | 1           | 0           | 1              | 0              | 2                             | 0                             | 17          | 1           | 5e                    | Brighton & Hove Albion WFC |
| 4               | Vlag van Nederland | Caitlin Dijkstra     | 20          | 3           | 4           | 0           | 1           | 0           | 3              | 0              | 2                             | 0                             | 29          | 3           | 2e                    | Ajax                       |
| 5               | Vlag van Nederland | Marisa Olislagers    | 20          | 4           | 4           | 0           | 1           | 2           | 3              | 0              | 2                             | 0                             | 29          | 6           | 3e                    | ADO Den Haag               |
| 12              | Vlag van Nederland | Kim Everaerts        | 19          | 0           | 4           | 2           | 1           | 0           | 3              | 0              | 0                             | 0                             | 27          | 2           | 2e                    | Borussia Mönchengladbach   |
| 18              | Vlag van Nederland | Sophie te Brake      | 8           | 0           | 2           | 0           | 0           | 0           | 2              | 1              | 1                             | 1                             | 13          | 2           | 2e                    | Jeugd                      |
| 23              | Vlag van Nederland | Marit Auée           | 17          | 5           | 4           | 1           | 1           | 0           | 3              | 0              | 0                             | 0                             | 25          | 6           | 1e                    | PEC Zwolle                 |
| Middenveldsters |                    |                      |             |             |             |             |             |             |                |                |                               |                               |             |             |                       |                            |
| 6               | Vlag van Nederland | Ella Peddemors       | 5           | 2           | 0           | 0           | 0           | 0           | 0              | 0              | 0                             | 0                             | 5           | 2           | 5e                    | Jeugd                      |
| 8               | Vlag van Nederland | Suzanne Giesen       | 17          | 3           | 4           | 0           | 1           | 0           | 2              | 2              | 2                             | 0                             | 26          | 5           | 5e                    | Wellington United          |
| 14              | Vlag van Nederland | Kayleigh van Dooren  | 7           | 6           | 0           | 0           | 1           | 0           | 0              | 0              | 2                             | 1                             | 10          | 8           | 2e                    | PSV                        |
| 15              | Vlag van Nederland | Danique van Ginkel   | 18          | 0           | 4           | 0           | 1           | 0           | 2              | 0              | 2                             | 0                             | 27          | 0           | 1e                    | sc Heerenveen              |
| 20              | Vlag van Nederland | Wieke Kaptein        | 20          | 3           | 4           | 0           | 1           | 0           | 3              | 0              | 2                             | 0                             | 30          | 3           | 2e                    | Jeugd                      |
| Aanvalsters     |                    |                      |             |             |             |             |             |             |                |                |                               |                               |             |             |                       |                            |
| 7               | Vlag van Duitsland | Anna-Lena Stolze     | 3           | 0           | 1           | 0           | 0           | 0           | 3              | 1              | 2                             | 2                             | 9           | 3           | 4e                    | VfL Wolfsburg              |
| 9               | Vlag van Nederland | Fenna Kalma          | 20          | 30          | 4           | 2           | 1           | 1           | 3              | 4              | 2                             | 6                             | 30          | 43          | 4e                    | sc Heerenveen              |
| 11              | Vlag van Nederland | Renate Jansen        | 20          | 7           | 3           | 2           | 1           | 0           | 3              | 2              | 2                             | 2                             | 29          | 13          | 8e                    | ADO Den Haag               |
| 13              | Vlag van België    | Elena Dhont          | 20          | 8           | 4           | 1           | 1           | 0           | 3              | 1              | 2                             | 0                             | 30          | 10          | 3e                    | KAA Gent                   |
| 19              | Vlag van Nederland | Sterre Kroezen       | 9           | 0           | 0           | 0           | 0           | 0           | 2              | 1              | 1                             | 0                             | 12          | 1           | 2e                    | Jeugd                      |
| 21              | Vlag van Nederland | Bente Jansen         | 17          | 2           | 4           | 2           | 1           | 0           | 3              | 1              | 2                             | 1                             | 27          | 6           | 7e                    | Jeugd                      |
| 24              | Vlag van Nederland | Naomi Pattiwael      | 4           | 2           | 0           | 0           | 0           | 0           | 0              | 0              | 0                             | 0                             | 4           | 2           | 1e                    | PSV                        |
| 27              | Vlag van Nederland | Eva Oude Elberink    | 1           | 0           | 0           | 0           | 0           | 0           | 0              | 0              | 0                             | 0                             | 1           | 0           | 1e                    | Jeugd                      |
| 30              | Vlag van Nederland | Fieke Kroese         | 5           | 1           | 0           | 0           | 0           | 0           | 2              | 0              | 0                             | 0                             | 6           | 1           | 3e                    | Jeugd                      |
| Nr.             | Nat.               | Naam                 | W           | Goal        | W           | Goal        | W           | Goal        | W              | Goal           | W                             | Goal                          | W           | Goal        | Seizoen bij FC Twente | Vorige club                |
| Nr.             | Nat.               | Naam                 | Competitie  | Competitie  | Beker       | Beker       | Supercup    | Supercup    | Eredivisie Cup | Eredivisie Cup | Champions League kwalificatie | Champions League kwalificatie | Totaal      | Totaal      | Seizoen bij FC Twente | Vorige club                |

### Legenda
| # | Reden                                          |
| - | ---------------------------------------------- |
|   | Heeft de club in het lopende seizoen verlaten. |

### Technische staf
| Naam           | Functie           |
| -------------- | ----------------- |
| Joran Pot      | Hoofdtrainer      |
| Kirsten Bakker | Assistent-trainer |

## Transfers

### Zomer

#### Aangetrokken 2022/23
| Nat.               | Naam               | Van                        | Bijzonderheden |
| ------------------ | ------------------ | -------------------------- | -------------- |
| Vlag van Nederland | Danique Kerkdijk   | Brighton & Hove Albion WFC |                |
| Vlag van Nederland | Danique van Ginkel | Sc Heerenveen              |                |
| Vlag van Nederland | Marit Auée         | PEC Zwolle                 |                |
| Vlag van Nederland | Maud Roetgering    | Clubloos                   |                |

#### Vertrokken 2023/24
| Nat.               | Naam                   | Naar                | Bijzonderheden |
| ------------------ | ---------------------- | ------------------- | -------------- |
| Vlag van Nederland | Kika van Es            | PSV                 |                |
| Vlag van Nederland | Lysanne van der Wal    | ADO Den Haag        | Einde contract |
| Vlag van Nederland | Danique Ypema          | Feyenoord           | Einde contract |
| Vlag van Nederland | Nurija van Schoonhoven | Oud-Heverlee Leuven | Einde contract |
| Vlag van Nederland | Lotje de Keijzer       | RSC Anderlecht      |                |

### Winter

#### Aangetrokken 2023/24
| Nat.               | Naam            | Van      | Bijzonderheden                          |
| ------------------ | --------------- | -------- | --------------------------------------- |
| Vlag van Nederland | Naomi Pattiwael | Clubloos | Gedurende het seizoen alweer vertrokken |

#### Vertrokken 2023/24
| Nat. | Naam | Van | Bijzonderheden |
| ---- | ---- | --- | -------------- |
|      |      |     |                |

## Wedstrijdstatistieken

### Oefenwedstrijden
| Oefenwedstrijd 1                                                  | Borussia Bocholt | Onbekend         | FC Twente | Opstelling FC Twente |
| 8 juli 2022 Aanvangstijd: 18:30 uur Plaats: Aalten Sportpark Zuid |                  | Wedstrijdverslag |           | Onbekend             |

| Oefenwedstrijd 2                                  | Oud-Heverlee Leuven | 0 – 7 (0 – 3)    | FC Twente                                                                             | Opstelling FC Twente |
| 12 juli 2022 Aanvangstijd: Onbekend Plaats: Horst |                     | Wedstrijdverslag | 3', 55' Fenna Kalma 9', 78' Fieke Kroese 22', 76' Anna-Lena Stolze 46' Ella Peddemors | Tijink ( 40' Niënhuis), Roetgering, van Ginkel, Auée ( 40' Everaerts), Giesen, te Brake ( 40' Vermeer), Peddemors, Stolze, Kalma, Kroese, Kroezen |

| Oefenwedstrijd 3                                                    | 1. FC Köln                              | 3 – 2 (0 – 2)    | FC Twente                            | Opstelling FC Twente |
| 6 augustus 2022 Aanvangstijd: 14.00 uur Plaats: Keulen Sportcentrum | Mandy Islacker 55', 60' Sharon Beck 80' | Wedstrijdverslag | 7' Marisa Olislagers 42' Fenna Kalma | Van Domselaar, Roetgering ( 61' van Wijhe), Kerkdijk ( 46' Sophie te Brake), Dijkstra ( 60' B. Jansen), Olislagers ( 60' Verdaasdonk), van Ginkel, Van Dooren ( 60' Kroese), Kroezen ( 76' Vermeer), R. Jansen ( 60' Dhont), Kalma, Stolze |

| Oefenwedstrijd 4                                                             | Bayer 04 Leverkusen | 0 – 1 (0 – 0)    | FC Twente            | Opstelling FC Twente |
| 12 augustus 2022 Aanvangstijd: 14.00 uur Plaats: Kamen Sportcentrum Kaiserau |                     | Wedstrijdverslag | 87' Anna-Lena Stolze | Van Domselaar, Roetgering ( 60' Kaptein), Kerkdijk ( 60' Kroezen), Dijkstra ( 45' te Brake), Olislagers ( 75' Kroese), van Ginkel, Van Dooren, Giesen ( 60' Dhont), R. Jansen ( 77' B. Jansen), Kalma, Stolze |

| Oefenwedstrijd 5                                                             | FC Twente           | 1 – 1 (1 – 1)    | SV Meppen        | Opstelling FC Twente |
| 10 januari 2023 Aanvangstijd: 19.30 uur Plaats: Rijssen Sportpark 't Opbroek | Renate Jansen 45+1' | Wedstrijdverslag | 28' Milla Punsar | Eerste helft: Niënhuis, Roetgering, Kerkdijk, te Brake, Olislagers, Giesen, Kaptein, R. Jansen, B. Jansen, Oude Elberink, Verdaasdonk Tweede helft: Tijink, Speek, Auée, Dijkstra, Kroezen, van Ginkel, Pattiwael, Koster, Dhont, Kalma, Vermeer |

### Eredivisie
|       | ADO Den Haag | Ajax  | VV Alkmaar | Excelsior | Feyenoord | Fortuna Sittard | sc Heerenveen | PEC Zwolle | PSV   | Telstar |
| ----- | ------------ | ----- | ---------- | --------- | --------- | --------------- | ------------- | ---------- | ----- | ------- |
| Thuis | 2 – 0        | 3 – 1 | 5 – 0      | 9 – 0     | 2 – 1     | 6 – 0           | 7 – 0         | 6 – 0      | 3 – 1 | 9 – 0   |
| Uit   | 0 – 1        | 1 – 0 | 0 – 5      | 0 – 3     | 0 – 1     | 2 – 1           | 0 – 9         | 0 – 2      | 0 – 3 | 0 – 4   |

| Speelronde 1                                                                     | VV Alkmaar                         | 0 – 5 (0 – 1)    | FC Twente                                                                 | Opstelling FC Twente |
| 16 september 2022 Aanvangstijd: 19.30 uur Plaats: Alkmaar Sportpark Robonsbosweg | Isa Colin 74' Manique de Vette 77' | Wedstrijdverslag | 37', 65' Fenna Kalma 56' Wieke Kaptein 74' Marit Auée 85' (e.d.) Kim Smal | Van Domselaar, Everaerts ( 86' Roetgering), Auée, Dijkstra, Olislagers, Kaptein ( 86' Kroezen), Van Ginkel ( 66' Giesen), B. Jansen ( 66' Dhont), Van Dooren, R. Jansen, Kalma |

| Speelronde 2                                                                     | FC Twente                                                                         | 6 – 0 (2 – 0)    | PEC Zwolle        | Opstelling FC Twente |
| 23 september 2022 Aanvangstijd: 19.30 uur Plaats: Enschede Sportpark Het Diekman | Fenna Kalma 9', 69' Kayleigh van Dooren 29', 65' Renate Jansen 75' Marit Auée 84' | Wedstrijdverslag | 81' Licia Darnoud | Van Domselaar, Everaerts ( 88' Kroese), Auée, Dijkstra, Olislagers ( 80' Roetgering), van Ginkel ( 80' Kroezen), Van Dooren, Kaptein, Dhont ( 66' B. Jansen), Kalma, R. Jansen |

| Speelronde 4                                                                      | Sc Heerenveen | 0 – 9 (0 – 4)    | FC Twente | Opstelling FC Twente |
| 16 oktober 2022 Aanvangstijd: 12.15 uur Plaats: Heerenveen Sportpark Skoatterwâld |               | Wedstrijdverslag | 14', 61' Fenna Kalma 28' Marisa Olislagers 30', 49', 52' Kayleigh van Dooren 45' Marit Auée 63' Elena Dhont 85' Fieke Kroese | Van Domselaar, Everaerts ( 67' Roetgering), Auée ( 81' Kerkdijk), Dijkstra, Olislagers, van Ginkel ( 67' Giesen), Van Dooren, Kaptein, Dhont ( 67' Kroezen), Kalma, R. Jansen ( 81' Kroese) |

| Speelronde 4                                                           | FC Twente                                                 | 3 – 1 (2 – 0)    | PSV                | Opstelling FC Twente |
| 21 oktober 2022 Aanvangstijd: 19.30 uur Plaats: Enschede Grolsch Veste | Caitlin Dijkstra 8' Fenna Kalma 28' Marisa Olislagers 73' | Wedstrijdverslag | 60' Julie Biesmans | Van Domselaar, Everaerts, Auée, Dijkstra, Olislagers, van Ginkel ( 45' Peddemors), Van Dooren, Kaptein, Dhont ( 85' B. Jansen), Kalma, R. Jansen |

| Speelronde 6                                                             | ADO Den Haag | 0 – 1 (0 – 1)    | FC Twente                      | Opstelling FC Twente |
| 28 oktober 2022 Aanvangstijd: 19.30 uur Plaats: Den Haag Bingoal Stadion |              | Wedstrijdverslag | 9' Elena Dhont 70' Fenna Kalma | Van Domselaar, Everaerts, Auée, Dijkstra ( 35' Kerkdijk), Olislagers, Peddemors ( 83' Giesen), Van Dooren, Kaptein, Dhont ( 73' B. Jansen), Kalma, R. Jansen |

| Speelronde 7                                                                        | Telstar       | 0 – 4 (0 – 2)    | FC Twente                                              | Opstelling FC Twente |
| 4 november 2022 Aanvangstijd: 19.30 uur Plaats: Velsen-Zuid Rabobank IJmond Stadion | Isa Gomez 57' | Wedstrijdverslag | 9', 65' Fenna Kalma 17' Elena Dhont 89' Ella Peddemors | Van Domselaar, Everaerts ( 87') Roetgering), Kerkdijk ( 77' te Brake), Dijkstra, Olislagers, Ella Peddemors, Van Dooren, Kaptein 63' Sterre Kroezen), Dhont ( 77' B. Jansen), Kalma, R. Jansen |

| Speelronde 8                                                                    | FC Twente | 9 – 0 (3 – 0)    | Excelsior | Opstelling FC Twente |
| 20 november 2022 Aanvangstijd: 14.30 uur Plaats: Enschede Sportpark Het Diekman | Fenna Kalma 4', 72', 76', 88' Renate Jansen 23' 26' Danique Kerkdijk Caitlin Dijkstra 31' Kayleigh van Dooren 57' Ella Peddemors 80' | Wedstrijdverslag |           | Van Domselaar, Everaerts ( 79' Roetgering), Kerkdijk, Dijkstra, Olislagers, van Ginkel ( 68' Giesen), Van Dooren ( 68' Peddemors), Kaptein ( 83' Kroezen), Dhont ( 79' Kroese), Kalma, R. Jansen |

| Speelronde 9                                                            | FC Twente                                                          | 3 – 1 (1 – 0)    | Ajax                                  | Opstelling FC Twente |
| 27 november 2022 Aanvangstijd: 12.15 uur Plaats: Enschede Grolsch Veste | Suzanne Giesen 17' Marit Auée 45+1' Caitlin Dijkstra 59' Dhont 90' | Wedstrijdverslag | 68' Romée Leuchter 80' Sherida Spitse | Van Domselaar, Everaerts, Auée, Dijkstra, Olislagers, Kaptein, Peddemors ( 17' Giesen), Van Ginkel, Dhont, Kalma, R. Jansen |

| Speelronde 10                                                                     | Feyenoord                             | 0 – 1 (0 – 1)    | FC Twente       | Opstelling FC Twente |
| 2 december 2022 Aanvangstijd: 19.30 uur Plaats: Rotterdam Sportcomplex Varkenoord | 66' Amber Verspaget 76' Sanne Koopman | Wedstrijdverslag | 24' Fenna Kalma | Van Domselaar, Everaerts, Auée, Dijkstra, Olislagers, Kaptein, Suzanne Giesen ( 78' B. Jansen), Van Ginkel, Dhont, Kalma, R. Jansen |

| Speelronde 11                                                                   | FC Twente                                                                                              | 6 – 0 (3 – 0)    | Fortuna Sittard | Opstelling FC Twente |
| 11 december 2022 Aanvangstijd: 16.45 uur Plaats: Enschede Sportpark Het Diekman | Dana Foederer 10' (e.d.) Fenna Kalma 27', 61' Marisa Olislagers 31' Renate Jansen 74' Bente Jansen 89' | Wedstrijdverslag |                 | Van Domselaar, Everaerts ( 80' Roetgering), Auée ( 85' Kerkdijk), Dijkstra, Olislagers, van Ginkel ( 80' Kroezen), Giesen ( 76' B. Jansen), Kaptein, Dhont ( 85' Oude Elberink), Kalma, R. Jansen |

| Speelronde 13                                                                  | FC Twente                                                                                              | 7 – 0 (5 – 0)    | Sc Heerenveen | Opstelling FC Twente |
| 27 januari 2023 Aanvangstijd: 19.30 uur Plaats: Enschede Sportpark Het Diekman | Fenna Kalma 14', 17', 19' Marisa Olislagers 28' Renate Jansen 31' Naomi Pattiwael 78' Bente Jansen 84' | Wedstrijdverslag |               | Van Domselaar, Everaerts ( 65' Roetgering), Auée, Dijkstra ( 46' Kerkdijk), Olislagers, van Ginkel, Giesen ( 65' Kroezen), Kaptein, Dhont ( 60' Pattiwael), Kalma, R. Jansen ( 65' B. Jansen) |

| Speelronde 12                                                         | PSV                                     | 0 – 3 (0 – 1)    | FC Twente                             | Opstelling FC Twente |
| 31 januari 2023 Aanvangstijd: 19.00 uur Plaats: Eindhoven De Herdgang | Esmee Brugts 87' Gwyneth Hendriks 90+3' | Wedstrijdverslag | 7' Elena Dhont 50', 90+2' Fenna Kalma | Van Domselaar, Everaerts, Auée, Dijkstra, Olislagers, Kaptein, Suzanne Giesen ( 71' Pattiwael), Van Ginkel, Dhont ( 79' B. Jansen), Kalma, R. Jansen |

| Speelronde 14                                                                  | FC Twente                                                                                                   | 9 – 0 (5 – 0)    | Telstar | Opstelling FC Twente |
| 3 februari 2023 Aanvangstijd: 19.30 uur Plaats: Enschede Sportpark Het Diekman | Fenna Kalma 13', 20', 32', 69' Marit Auée 22' Elena Dhont 45+1', 53' Suzanne Giesen 49' Naomi Pattiwael 76' | Wedstrijdverslag |         | Van Domselaar, Everaerts ( 65' Roetgering), Auée, Dijkstra ( 46' Kerkdijk), Olislagers, van Ginkel ( 74' Pattiwael), Giesen ( 74' te Brake), Kaptein, Dhont ( 58' B. Jansen), Kalma, R. Jansen |

| Speelronde 15                                                                         | Excelsior Rotterdam | 0 – 3 (0 – 2)    | FC Twente                                                | Opstelling FC Twente |
| 11 februari 2023 Aanvangstijd: 16.00 uur Plaats: Rotterdam Van Donge & De Roo Stadion |                     | Wedstrijdverslag | 14' Caitlin Dijkstra 45+1' Wieke Kaptein 86' Fenna Kalma | Van Domselaar, Roetgering ( 80' Auée), Kerkdijk, Dijkstra, Olislagers, van Ginkel ( 80' te Brake), Giesen ( 80' B. Jansen), Kaptein, Dhont ( 66' Pattiwael), Kalma, R. Jansen |

| Speelronde 16                                                                | Fortuna Sittard                         | 2 – 1 (0 – 1)    | FC Twente                                 | Opstelling FC Twente |
| 5 maart 2023 Aanvangstijd: 12.15 uur Plaats: Sittard Fortuna Sittard Stadion | Tessa Wullaert 75' Hanna Huizenga 90+1' | Wedstrijdverslag | 23' Caitlin Dijkstra 37' (e.d.) Anna Knol | Van Domselaar, Everaerts, Auée ( 84' Kerkdijk), Dijkstra, Olislagers, van Ginkel, Giesen, Kaptein, Dhont ( 84' B. Jansen), Kalma, R. Jansen |

| Speelronde 17                                                                | FC Twente                                                                  | 5 – 0 (3 – 0)    | VV Alkmaar     | Opstelling FC Twente |
| 21 maart 2023 Aanvangstijd: 17.00 uur Plaats: Enschede Sportpark Het Diekman | Fenna Kalma 33', 65' R. Jansen 39' Suzanne Giesen 43' Danique Kerkdijk 61' | Wedstrijdverslag | 31' Robin Blom | Van Domselaar, Everaerts ( 46' B. Jansen), Kerkdijk, Dijkstra, Olislagers, van Ginkel ( 64' te Brake), Giesen ( 73' Roetgering), Kaptein ( 78' Kroezen), Dhont ( 78' Kroese), Kalma, R. Jansen |

| Speelronde 19                                                               | FC Twente                                          | 2 – 0 (1 – 0)    | ADO Den Haag       | Opstelling FC Twente |
| 2 april 2023 Aanvangstijd: 12.15 uur Plaats: Enschede Sportpark Het Diekman | Elena Dhont 13' Fenna Kalma 70' 90+1' Bente Jansen | Wedstrijdverslag | 33' Kayra Nelemans | Van Domselaar, Everaerts, Kerkdijk, Dijkstra, Olislagers, van Ginkel, Giesen ( 85' B. Jansen), Kaptein ( 66' te Brake), Dhont, Kalma, R. Jansen |

| Speelronde 20                                                         | PEC Zwolle             | 0 – 2 (0 – 1)    | FC Twente                        | Opstelling FC Twente |
| 23 april 2023 Aanvangstijd: 12.15 uur Plaats: Zwolle MAC³PARK stadion | 45+3' Danique Noordman | Wedstrijdverslag | 10' Marit Auée 56' Renate Jansen | Van Domselaar, Everaerts, Auée, Dijkstra, Olislagers, van Ginkel, Giesen ( 88' te Brake), Kaptein, Dhont ( 71' Stolze), Kalma, R. Jansen ( 58' B. Jansen) |

| Speelronde 21                                                                 | AFC Ajax                             | 1 – 0 (1 – 0)    | FC Twente              | Opstelling FC Twente |
| 29 april 2023 Aanvangstijd: 16.00 uur Plaats: Amsterdam Sportpark De Toekomst | Tiny Hoekstra 14' Sherida Spitse 41' | Wedstrijdverslag | 84' Danique van Ginkel | Van Domselaar, Everaerts ( 78' Kerkdijk), Auée, Dijkstra, Olislagers, van Ginkel, Giesen ( 78' te Brake), Kaptein, Dhont ( 85' B. Jansen), Kalma, R. Jansen ( 71' Anna-Lena Stolze) |

| Speelronde 22                                                        | FC Twente                                                                                           | 2 – 1 (1 – 1)    | Feyenoord                                                   | Opstelling FC Twente |
| 7 mei 2023 Aanvangstijd: 14.30 uur Plaats: Enschede De Grolsch Veste | Fenna Kalma 18' (p.) Renate Jansen 31' Kim Everaerts 69' Wieke Kaptein 76' Daphne van Domselaar 89' | Wedstrijdverslag | 14' Sabrine Ellouzi 44' Amber Verspaget 44' Justine Brandau | Van Domselaar, Everaerts, Auée, Dijkstra ( 81' Kerkdijk), Olislagers, van Ginkel, Giesen ( 68' te Brake), Kaptein ( 90+1' Kroezen), Dhont ( 46' Stolze), Kalma, R. Jansen ( 81' B. Jansen) |

### KNVB Beker
| Achtste Finales                                                                 | FC Twente                         | 2 – 1 (0 – 0)    | Ajax                  | Opstelling FC Twente |
| 26 februari 2023 Aanvangstijd: 13.15 uur Plaats: Enschede Sportpark Het Diekman | Fenna Kalma 48' Renate Jansen 61' | Wedstrijdverslag | 90' Roos van der Veen | Van Domselaar, Everaerts ( 77' Kerkdijk), Auée, Dijkstra, Olislagers, Kaptein, Giesen ( 83' te Brake), Van Ginkel, Dhont ( 77' B. Jansen, Kalma, R. Jansen |

| Kwartfinales                                                                 | FC Twente                                                                   | 2 – 1 (0 – 1)    | Fortuna Sittard    | Opstelling FC Twente |
| 17 maart 2023 Aanvangstijd: 19.30 uur Plaats: Enschede Sportpark Het Diekman | Kim Everaerts 22' Danique van Ginkel 59' Fenna Kalma 85' Bente Jansen 90+6' | Wedstrijdverslag | 31' Tessa Wullaert | Van Domselaar, Everaerts ( 79' Kerkdijk), Auée ( 79' B. Jansen, Dijkstra, Olislagers, Kaptein, Giesen, Van Ginkel, Dhont, Kalma, R. Jansen |

| Halve finales                                                                    | Jong PSV | 0 – 2 (0 – 2)    | FC Twente                        | Opstelling FC Twente |
| 16 april 2023 Aanvangstijd: 13.00 uur Plaats: Eindhoven Sportcomplex de Herdgang |          | Wedstrijdverslag | 27' Kim Everaerts 37' Marit Auée | Van Domselaar, Everaerts, Auée, Dijkstra, Olislagers, Kaptein ( 56' te Brake), Giesen, Van Ginkel, Dhont, Kalma, B. Jansen ( 81' Kroese) |

| Finale                                                               | FC Twente                                                              | 4 – 0 (1 – 0)    | PSV | Opstelling FC Twente |
| 18 mei 2023 Aanvangstijd: 16.00 uur Plaats: Den Haag Bingoal Stadion | Renate Jansen 42' Kim Everaerts 67' Elena Dhont 87' Bente Jansen 90+1' | Wedstrijdverslag |     | Van Domselaar, Everaerts, Auée, Dijkstra, Olislagers, Kaptein, Anna-Lena Stolze ( 65' Giesen), Van Ginkel, Dhont ( 90' B. Jansen), Kalma, R. Jansen ( 90+2' Roetgering) |

### Eredivisie Cup
| Halve Finales                                                              | FC Twente                                                                     | 5 – 0 (2 – 0)    | Fortuna Sittard         | Opstelling FC Twente |
| 14 mei 2023 Aanvangstijd: 14.30 uur Plaats: Enschede Sportpark Het Diekman | Renate Jansen 7', 54' Elena Dhont 30' Anna-Lena Stolze 56' Sterre Kroezen 86' | Wedstrijdverslag | 69' Samantha van Diemen | Van Domselaar, Everaerts ( 77' Roetgering), Auée, Dijkstra, Olislagers, Kaptein, Stolze ( 67' te Brake), Van Ginkel ( 85' Kroezen), Dhont ( 77' Kroese), Kalma, R. Jansen ( 67' B. Jansen) |

| Halve Finales                                                               | Fortuna Sittard    | 0 – 4 (0 – 1)    | FC Twente                                                                   | Opstelling FC Twente |
| 21 mei 2023 Aanvangstijd: 14.30 uur Plaats: Sittard Fortuna Sittard Stadion | Jarne Teulings 86' | Wedstrijdverslag | 24' Sophie te Brake 46' Wieke Kaptein 52', 75' Fenna Kalma 60' Bente Jansen | Tijink ( 46' Niënhuis), Everaerts ( 79' Auée), Kerkdijk, Dijkstra, Olislagers, Kaptein ( 60' Kroese), Giesen ( 75' Stolze), te Brake, B. Jansen, Kalma, R. Jansen ( 60' Kroezen) |

| Finale                                                                      | Ajax                                                                         | 3 – 4 (2 – 2)    | FC Twente                                                      | Opstelling FC Twente |
| 29 mei 2023 Aanvangstijd: 14.30 uur Plaats: Amsterdam Sportpark De Toekomst | Marit Auée 29' (e.d.) Quinty Sabajo 35' Rosa van Gool 37' Sherida Spitse 47' | Wedstrijdverslag | 13', 16' Fenna Kalma 56', 69' Suzanne Giesen 64' Wieke Kaptein | Van Domselaar, Everaerts, Auée, Dijkstra, Olislagers, Kaptein, Dhont ( 46' Giesen), van Ginkel, Stolze ( 76' B. Jansen), Kalma, R. Jansen |

### Supercup
| Finale                                                                      | FC Twente                                 | 3 – 2 (1 – 1)    | Ajax                                    | Opstelling FC Twente |
| 11 september 2022 Aanvangstijd: 12.15 uur Plaats: Enschede De Grolsch Veste | Fenna Kalma 6' Marisa Olislagers 46', 84' | Wedstrijdverslag | 28' Romée Leuchter 53' Ashleigh Weerden | Van Domselaar, Dijkstra, Kaptein, Olislagers, Kerkdijk ( 40' Everaerts), R. Jansen, Van Dooren ( 86' Giesen), Van Ginkel, Auée, Kalma, B. Jansen ( 68' Dhont) |

### Champions League
| 1e kwalificatieronde (Halve finale)                                   | FC Twente | 13 – 0 (7 – 0)   | Agarista-ȘS Anenii Noi | Opstelling FC Twente |
| 18 augustus 2022 Aanvangstijd: 18.00 uur Plaats: Enschede Het Diekman | Kayleigh van Dooren 8' Fenna Kalma 21', 23', 24', 28', 65', 90+2' Anna-Lena Stolze 32', 39' Bente Jansen 50' Renate Jansen 54' Alina Şaitan 84' (e.d.) Sophie te Brake 90' | Wedstrijdverslag | | Van Domselaar, Kerkdijk ( 62' Roetgering), Giesen ( 62' Kroezen), Dijkstra, Olislagers ( 46' B. Jansen), Van Ginkel, Kaptein ( 62' Dhont), Van Dooren, R. Jansen ( 78' Te Brake), Kalma, Stolze |
| 1e kwalificatieronde (Finale)                                         | FC Twente | 1 – 2 (0 – 1)    | SL Benfica | Opstelling FC Twente |
| 21 augustus 2022 Aanvangstijd: 18.00 uur Plaats: Enschede Het Diekman | Suzanne Giesen 18' Renate Jansen 71' | Wedstrijdverslag | 11' Ana Vitória 33' Cloé Lacasse 39' Andreia Faria 45+2' Andreia Norton 48' Sílvia Rebelo 60' Francisca Nazareth 88' Lúcia Alves | Van Domselaar, Kerkdijk, Giesen ( 75' B. Jansen), Dijkstra, Olislagers, Van Ginkel, Kaptein, Van Dooren, R. Jansen, Kalma, Stolze ( 85' Dhont)                                                  |

## Statistieken FC Twente 2022/2023

### Tussenstand FC Twente in de Nederlandse Eredivisie Vrouwen 2022 / 2023
| Stand | Gespeeld | Gewonnen | Gelijk | Verloren | Punten | Doelpunten voor | Doelpunten tegen | Gele kaarten | Rode kaarten |
| ----- | -------- | -------- | ------ | -------- | ------ | --------------- | ---------------- | ------------ | ------------ |
| 2e    | 20       | 18       | 0      | 2        | 54     | 81              | 6                | 8            | 1            |

### Topscorers
| #              | Naam                            | Goal |
| -------------- | ------------------------------- | ---- |
| 1.             | Fenna Kalma                     | 30   |
| 2.             | Elena Dhont                     | 8    |
| 3.             | Renate Jansen                   | 7    |
| 4.             | Kayleigh van Dooren             | 6    |
| 5.             | Marit Auée                      | 5    |
| 6.             | Marisa Olislagers               | 4    |
| 6.             | Caitlin Dijkstra                | 4    |
| 8.             | Suzanne Giesen                  | 3    |
| 8.             | Wieke Kaptein                   | 3    |
| 10.            | Ella Peddemors                  | 2    |
| 10.            | Bente Jansen                    | 2    |
| 10.            | Naomi Pattiwael                 | 2    |
| 13.            | Danique Kerkdijk                | 1    |
| 13.            | Fieke Kroese                    | 1    |
| Eigen doelpunt |                                 |      |
| 1.             | Kim Smal (VV Alkmaar)           | 1    |
| 1.             | Dana Foederer (Fortuna Sittard) | 1    |
| 1.             | Anna Knol (Fortuna Sittard)     | 1    |
| Totaal         | Totaal                          | 81   |

| #      | Naam          | Goal |
| ------ | ------------- | ---- |
| 1.     | Kim Everaerts | 2    |
| 1.     | Bente Jansen  | 2    |
| 1.     | Renate Jansen | 2    |
| 1.     | Fenna Kalma   | 2    |
| 2.     | Marit Auée    | 1    |
| 2.     | Elena Dhont   | 1    |
| Totaal | Totaal        | 10   |

| #      | Naam             | Goal |
| ------ | ---------------- | ---- |
| 1.     | Fenna Kalma      | 4    |
| 2.     | Suzanne Giesen   | 2    |
| 2.     | Renate Jansen    | 2    |
| 4.     | Sophie te Brake  | 1    |
| 4.     | Elena Dhont      | 1    |
| 4.     | Bente Jansen     | 1    |
| 4.     | Sterre Kroezen   | 1    |
| 4.     | Anna-Lena Stolze | 1    |
| Totaal | Totaal           | 13   |

| #      | Naam              | Goal |
| ------ | ----------------- | ---- |
| 1.     | Marisa Olislagers | 2    |
| 2.     | Fenna Kalma       | 1    |
| Totaal | Totaal            | 3    |

| #              | Naam                                  | Goal |
| -------------- | ------------------------------------- | ---- |
| 1.             | Fenna Kalma                           | 6    |
| 2.             | Renate Jansen                         | 2    |
| 2.             | Anna-Lena Stolze                      | 2    |
| 3.             | Sophie te Brake                       | 1    |
| 3.             | Kayleigh van Dooren                   | 1    |
| 3.             | Bente Jansen                          | 1    |
| Eigen doelpunt |                                       |      |
| 1.             | Alina Şaitan (Agarista-ȘS Anenii Noi) | 1    |
| Totaal         | Totaal                                | 14   |

### Kaarten
| #      | Naam                 | Kreeg geel |
| ------ | -------------------- | ---------- |
| 1.     | Kim Everaerts        | 2          |
| 1.     | Danique van Ginkel   | 2          |
| 1.     | Wieke Kaptein        | 2          |
| 4.     | Marit Auée           | 1          |
| 4.     | Daphne van Domselaar | 1          |
| 4.     | Suzanne Giesen       | 1          |
| 4.     | Bente Jansen         | 1          |
| 4.     | Renate Jansen        | 1          |
| 4.     | Fenna Kalma          | 1          |
| 4.     | Danique Kerkdijk     | 1          |
| Totaal | Totaal               | 13         |

| #      | Naam           | Kreeg voor de tweede keer geel en dus rood |
| ------ | -------------- | ------------------------------------------ |
| –      | Geen speelster | 0                                          |
| Totaal | Totaal         | 0                                          |

| #      | Naam             | Weggestuurd |
| ------ | ---------------- | ----------- |
| 1.     | Caitlin Dijkstra | 1           |
| Totaal | Totaal           | 1           |

## Voetnoten
ADO Den Haag · 
Ajax · 
VV Alkmaar · 
Excelsior · 
Feyenoord · 
Fortuna Sittard · 
sc Heerenveen · 
PEC Zwolle · 
PSV · 
Telstar · 
FC Twente